# КАМАЗ-4911

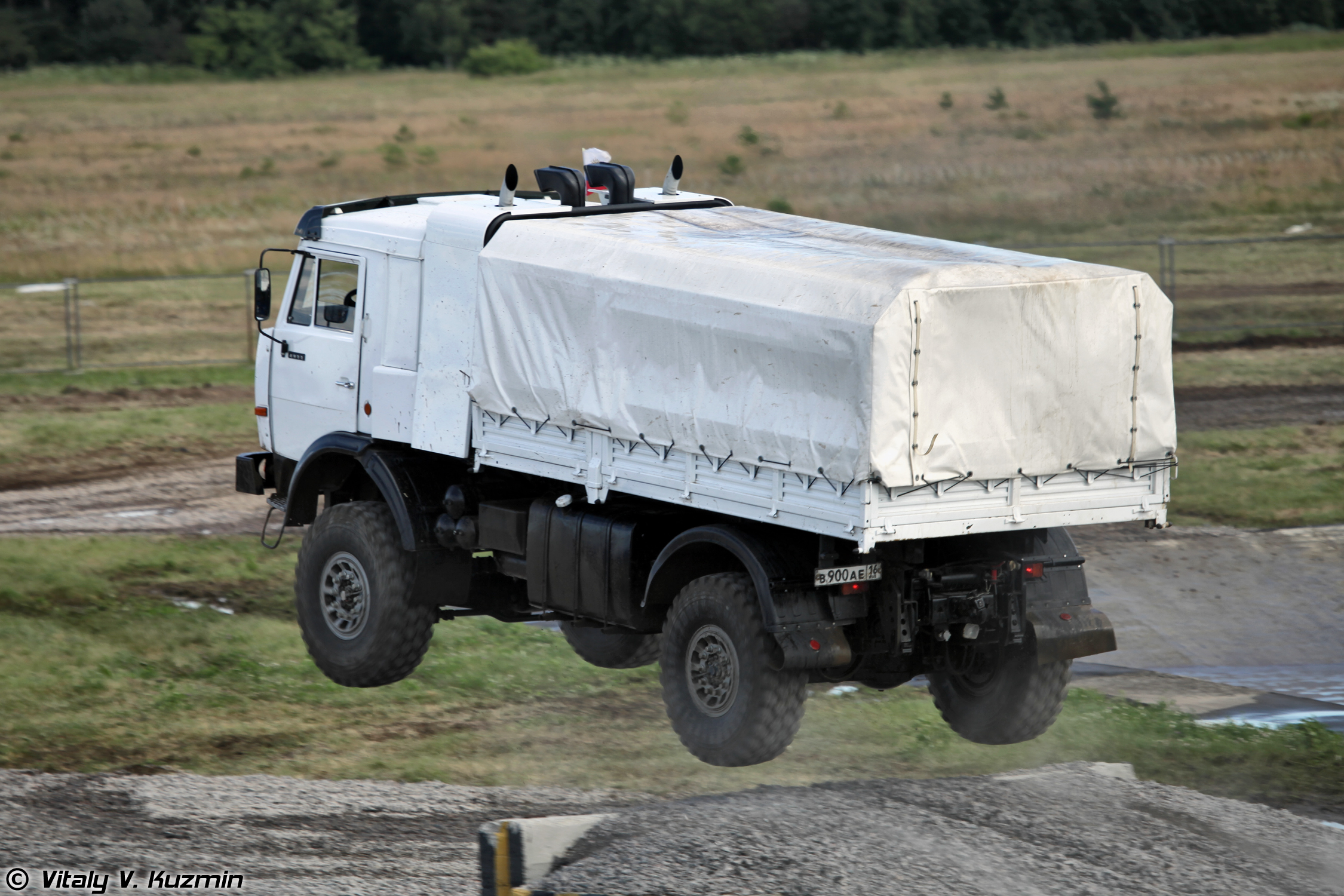
КАМАЗ-4911 на военном полигоне

КАМАЗ-4911 «Extreme» — спортивный грузовик, выпускаемый Камским автомобильным заводом (КАМАЗ). Участник ралли «Шёлковый путь», «Ралли — Дакар».

## История создания и производства
Не указано

## Технические характеристики
- Длина, мм — 7300
- Ширина, мм — 2550
- Высота, мм — 3590
- Колея передняя, мм — 2155
- Колея задняя, мм — 2155
- Колесная база, мм — 4200
- Колёсная формула — 4 × 4
- Весовые параметры и нагрузки, а/м
  - Снаряжённая масса а/м, кг — 10300
  - Полная масса, кг — 11500
- Двигатель
  - Модель — ЯМЗ-7Э846
  - Тип — дизельный с турбонаддувом
  - Мощность кВт (л. с.) — 552 (750) при 2500 об/мин
  - Крутящий момент — 2700 Н*м при 1500 об/мин
  - Расположение и число цилиндров — V-образное, 8
  - Рабочий объём, л — 17,241
- Коробка передач
  - Тип — механическая, шестнадцатиступенчатая
- Кабина
  - Тип — расположенная над двигателем
- Колёса и шины
  - Тип колёс — дисковые
  - Тип шин — пневматические, с регулированием давления
  - Размер шин — 425/85 R21 (1260x425-533P)
- Общие характеристики
  - Максимальная скорость — 165 км/ч.
  - Угол преодол. подъёма, не менее, % — 36
  - Внешний габаритный радиус поворота, м — 11,3
  - Расход топлива на 100 км, л — 100 (при движении с полной нагрузкой на бездорожье и скоростью 120 км/ч)

## В телевизионной рекламе
- КАМАЗ-мастер был показан в ТВ рекламе кетчупа «Балтимор», стартовавшей на федеральных каналах в марте 2012 года.

## В игровой и сувенирной индустрии

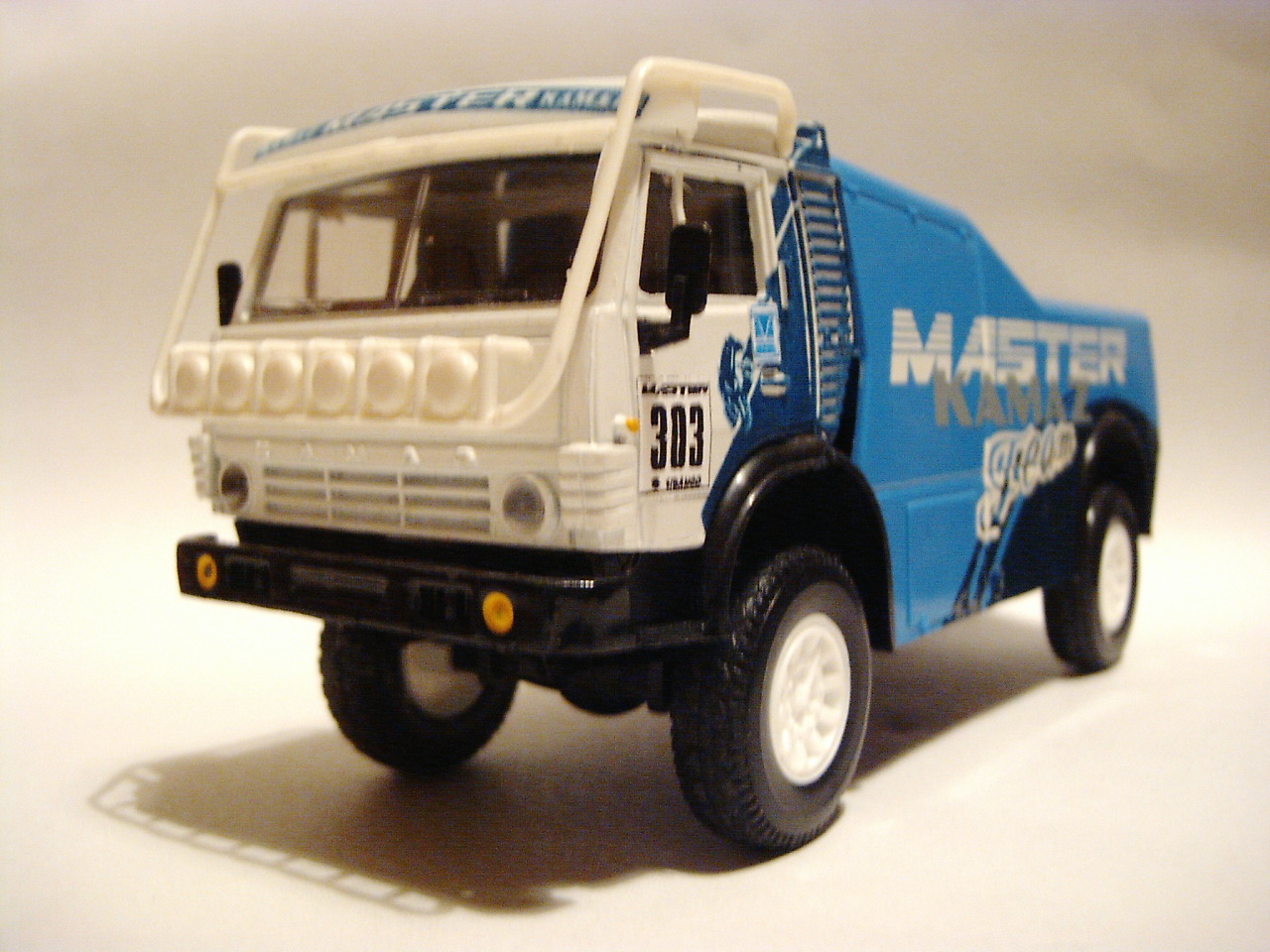
Масштабная модель российского завода Элекон

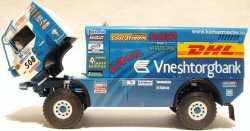
Масштабная модель французской фирмы Элигор

Масштабные модели 1:43 КАМАЗа-4911 выпускался казанским заводом Элекон и французской фирмой Элигор.